# Stoyan Yankoulov
Stoyan Yankoulov (Sofía, 10 de septiembre de 1966) ―en búlgaro: Стоян Янкулов―, conocido también como Stundji ―en búlgaro: Стунджи―, es uno de los más populares y renombrados percusionistas de Bulgaria. Se caracteriza por realizar improvisaciones donde combina instrumentos tradicionales búlgaros y otros de percusión más exóticos, drum and bass, y elementos del tecno.

## Eurovisión 2007
El 25 de febrero de 2007, Stoyan junto a Elitsa Todorova (con quien trabaja desde 2003) ganaron la selección nacional de Bulgaria con su canción "Water", para representar a dicho país en el Festival de Eurovisión a celebrarse en la ciudad de Helsinki, Finlandia, en mayo de ese año.
"Water" alcanzó el 6.º lugar con 146 puntos en la semifinal, lo que les permitió avanzar hacia la final. En la final, celebrado el 12 de mayo de 2007, obtuvieron el 5.º puesto con 157 puntos, convirtiéndose en la mejor posición de este país hasta la fecha.
En 2013 volvieron a representar a su país con la canción ''Samo Shampioni'', esta vez no consiguió pasar a la final, quedando en puesta 12/17 con 45 puntos
| Predecesor: "Let me cry" Mariana Popova    | Bulgaria en el Festival de Eurovisión 2007 (junto a Elitsa Todorova) | Sucesor: "DJ, take me away" Deep Zone & DJ Balthazar |
| Predecesor: "Love Unlimited" Sofi Marinova | Bulgaria en el Festival de Eurovisión 2013 (junto a Elitsa Todorova) | Sucesor: "Por determinar"                            |

- Datos: Q561696
- Multimedia: Stoyan Yankoulov / Q561696